# Leucophyllum revolutum
Leucophyllum revolutum är en flenörtsväxtart som beskrevs av Rzedowski. Leucophyllum revolutum ingår i släktet Leucophyllum och familjen flenörtsväxter. Inga underarter finns listade i Catalogue of Life.